# Pycnonotus gularis
El bulbul gorginaranja (Pycnonotus gularis) es una especie de ave paseriforme de la familia Pycnonotidae endémica de los Ghats occidentales, en el suroeste de la India. Anteriormente se consideraba una subespecie del bulbul crestinegro (Pycnonotus flaviventris). Tiene el plumaje de las partes superiores del cuerpo de color verde oliváceo y las inferiores amarillas. Se caracteriza por tener una mancha triangular de color naranja rojizo en la garganta y el iris blanco, lo que contrasta con su cabeza negra. Suele alimentarse de frutos y pequeños insectos, en grupos en el dosel del bosque. Su llamada se compone de dos o tres notas tintineantes parecidas a la del bulbul orfeo. 

## Descripción

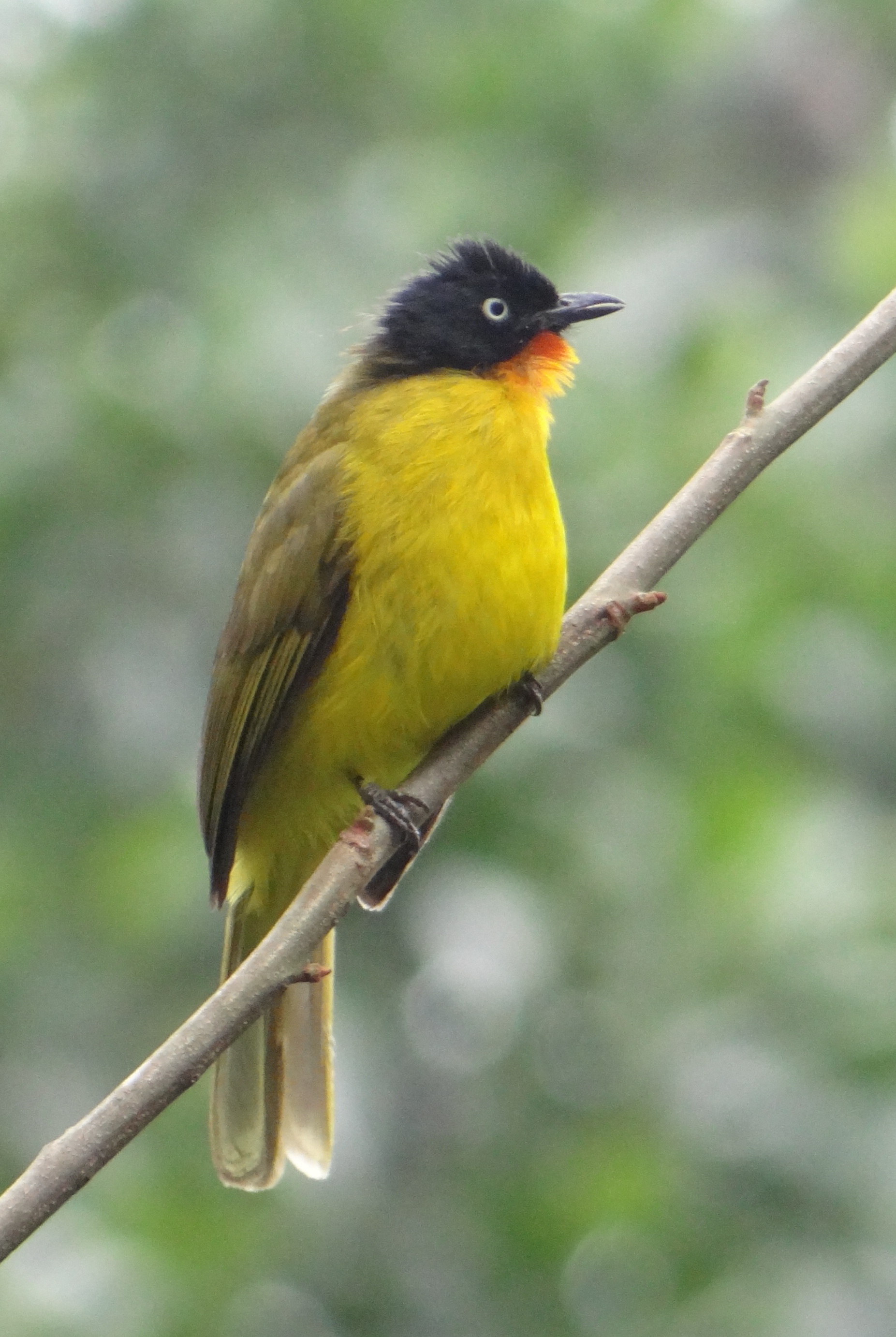
Se caracteriza por sus ojos blancos y su garganta naranja rojiza.

El bulbul gorginaranja miden unos 18 cm de largo. El plumaje de sus partes superiores es principalmente de color verde oliváceo y el de las inferiores amarillo. Su cabeza es negra, salvo la garganta que tiene una mancha de color naranja rojizo en la parte superior que se difumina hacia abajo hasta el amarillo. El iris de sus ojos es de color blanco en contraste con el negro de la cabeza. Sus patas son pardas. Su pico es entre negro y pardo oscuro, mientras que el interior de su boca es rosado amarillento.

## Taxonomía
El bulbul gorginaranja fue descrito científicamente por el ornitólogo inglés John Gould como Brachypus gularis, en diciembre de 1835 (pero fue publicado en 1836), basándose en un espécimen de la Sociedad Zoológica de Londres que había sido recolectado en Travancore. Gould anotó que era muy similar a Brachypus dispar (ahora Pycnonotus dispar) que había sido descrito por Thomas Horsfield y clasificado como una nueva especie también en el género Brachypus. El vizconde Walden indicó que ya había sido descrito por Jerdon como Brachypus rubineus, aunque este nombre se publicó más tarde. Posteriormente fue incluido como una subespecie de Pycnonotus melanicterus donde se agruparon varios bulbules asiáticos similares. Cuando resurgió el concepto filogenético de especie, la población aislada de los Ghats occidentales volvió a separarse en una especie aparte. La población con cresta y sin mancha rojiza en la garganta de los Ghats orientales y el Himalaya que también se consideraba una subespecie, P. m. flaviventris, también fue elevada a categoría de especie, Pycnonotus flaviventris, con lo que Pycnonotus melanicterus quedó redudica a la población de Sri Lanka. El estatus de especie separada del bulbul gorginaranja se mantiene en la actualidad tras los estudios filogenéticos el género. Un estudio de 2017 indica que P. gularis, de los Ghats occidentales, y P. melanicterus, de Sri Lanka, están cercanamente emparentados en un clado que también incluye a P. montis, P. dispar y P. flaviventris (la antigua extensión de melanicterus).

## Distribución y hábitat
El bulbul gorginaranja se encuentra únicamente en la región de los Ghats occidentales, desde el sur de Maharashtra y Goa hasta el extremo sur de la India. Sus poblaciones parecen desplazarse estacionalmente por los Ghats occidentales.
Su hábitat natural son los bosques húmedos tropicales sobre todo los de los valles y cerca de ríos y arroyos. Es un pájaro forestal que raramente se avista fuera de los límites del bosque o en las plantaciones de café.

## Comportamiento y ecología
El bulbul gorginaranja suele verse en pequeñas bandadas, mixtas fuera de la época de cría. Se alimenta principalmente de frutos, como los de las especies de Lantana. También se alimenta de insectos,
La época de cría se produce principalmente de febrero a abril. Su nido consiste en un cuenco pequeño, situado en el sotobosque entre un metro y tres del suelo. Generalmente está compuesto de hojas amarillentas unidas con telarañas que fácilmente puede confundirse con una acumulación de hojas secas producida por el viento.